# Stenocephalemys
Stenocephalemys is een geslacht van knaagdieren uit de muizen en ratten van de Oude Wereld dat voorkomt in Ethiopië, op 800 tot 4050 m hoogte. Dit geslacht is nauw verwant aan Praomys, Myomyscus, Mastomys, Hylomyscus en Heimyscus. De soorten S. albipes en S. ruppi werden vroeger zelfs in Myomys (de oude naam voor Myomyscus) geplaatst. Ook Myomyscus brockmani en Myomyscus yemeni behoren op basis van genetische gegevens mogelijk tot dit geslacht, hoewel andere genetische analyses dit tegenspreken. Stenocephalemys is een van de vijf endemische knaagdierengeslachten van Ethiopië (de andere zijn Megadendromus, Nilopegamys, Muriculus en Desmomys).

## Kenmerken
Ze hebben een zeer groot hoofd, dunne pootjes en een lange, zachte vacht. Ze worden 170 mm lang, de staartlengte bedraagt 140 mm en het gewicht 100 gram.

## Soorten
Er zijn zes soorten:
- Stenocephalemys albipes (bijna overal in Ethiopië, 800 tot 3300 m hoogte)
- Stenocephalemys albocaudata (oostelijke bergen, 3000 tot 4050 m hoogte)
- Stenocephalemys griseicauda (oostelijke bergen, 2400 tot 3900 m hoogte)
- Stenocephalemys ruppi (regio Gamo Gofa in het zuidwesten, 2700 tot 3200 m hoogte)
- Stenocephalemys sokolovi (Debre Sina, Ankober-gebied, Guwassa-gebied and Nationaal Park Borena Saynt in Ethiopië)[5]
- Stenocephalemys zimai (noordelijke bergen van Ethiopië)[5]

Abditomys · 
Abeomelomys · 
Aethomys · 
Anisomys · 
Anonymomys · 
Apodemus · 
Apomys · 
Archboldomys · 
Arvicanthis · 
Baiyankamys · 
Baletemys · 
Bandicota · 
Batomys · 
Berylmys · 
Brassomys · 
Bullimus · 
Bunomys · 
Canariomys · 
Carpomys · 
Chingawaemys · 
Chiromyscus · 
Chiropodomys · 
Chiruromys · 
Chrotomys · 
Coccymys · 
Colomys · 
Congomys · 
Conilurus · 
Coryphomys · 
Crateromys · 
Cremnomys · 
Crossomys · 
Crunomys · 
Dacnomys · 
Dasymys · 
Dephomys · 
Desmomys · 
Diomys · 
Diplothrix · 
Echiothrix · 
Eropeplus · 
Frateromys · 
Golunda · 
Gracilimus · 
Grammomys · 
Hadromys · 
Haeromys · 
Halmaheramys · 
Hapalomys · 
Heimyscus · 
Hybomys · 
Hydromys · 
Hylomyscus · 
Hyomys · 
Hyorhinomys · 
Kadarsanomys · 
Komodomys · 
Lamottemys · 
Leggadina · 
Lemniscomys · 
Lenomys · 
Lenothrix · 
Leopoldamys · 
Leporillus · 
Leptomys · 
Limnomys · 
Lorentzimys · 
Macruromys · 
Madromys ·
Malacomys · 
Mallomys · 
Malpaisomys · 
Mammelomys · 
Margaretamys · 
Mastacomys · 
Mastomys · 
Maxomys · 
Melasmothrix · 
Melomys · 
Mesembriomys ·
Micaelamys · 
Microhydromys · 
Micromys · 
Millardia · 
Mirzamys · 
Montemys · 
Mus · 
Musseromys · 
Mylomys · 
Myomyscus · 
Nesokia · 
Nilopegamys · 
Niviventer · 
Notomys · 
Ochromyscus · 
Oenomys ·
Otomys · 
Palawanomys · 
Papagomys · 
Parahydromys · 
Paraleptomys · 
Paramelomys · 
Parotomys · 
Paucidentomys · 
Paulamys · 
Pelomys · 
Phloeomys · 
Pithecheir · 
Pithecheirops · 
Pogonomelomys · 
Pogonomys · 
Praomys · 
Protochromys · 
Pseudohydromys · 
Pseudomys · 
Rattus · 
Rhabdomys · 
Rhynchomys · 
Saxatilomys ·
Serengetimys ·
Solomys · 
Sommeromys · 
Soricomys · 
Spelaeomys · 
Srilankamys · 
Stenocephalemys · 
Stochomys · 
Sundamys · 
Taeromys · 
Tarsomys · 
Tateomys · 
Thallomys · 
Thamnomys · 
Tokudaia · 
Tonkinomys ·
Tryphomys · 
Typomys · 
Uromys · 
Vandeleuria · 
Vernaya · 
Xenuromys · 
Xeromys · 
Zelotomys · 
Zyzomys